# 揖斐關原養老國定公園
揖斐關原養老國定公園（日语：／ Ibi-Sekigahara-Yōrō Kokutei Kōen），是位在日本岐阜縣的國定公園。1970年12月28日，和愛知高原國定公園、室生赤目青山國定公園和大和青垣國定公園同時指定。總面積20,2194ha。
公園包含濃尾平野西北外緣部的揖斐川周邊溪谷、關原古戰場、養老瀑布所在的養老溪谷一帶。
公園內有許多歷史資產，如關原古戰場、不破關跡、美濃國一宮南宮大社、美濃正倉院之稱的橫藏寺、西國三十三所結願所華嚴寺等。

## 地理

### 主要山岳
- 妙法岳（667m）
- 池田山（日语：池田山 (岐阜県)）（924m）
- 養老山（日语：養老山 (岐阜県)）（859m）

### 主要河川
- 揖斐川
- 粕川（日语：粕川 (岐阜県)）
- 牧田川（日语：牧田川）

## 主要景點
- 橫藏寺（日语：横蔵寺 (岐阜県揖斐川町)）
- 華嚴寺（日语：華厳寺）
- 揖斐峽（日语：揖斐峡）
- 高橋溪谷
- 霞間溪（日语：霞間ヶ渓）

- 南宮大社

- 不破瀑布（日语：不破の滝）
- 關原古戰場
- 不破關跡
- 多良峽（日语：多良峡）

- 養老瀑布（日语：養老の滝）
- 菊水泉

## 關連市町村
- 岐阜縣 - 大垣市、本巢市、海津市、養老町、垂井町、關原町、揖斐川町、池田町

## 關連項目
- 國定公園
- 東海自然步道